# 拉洪塔 (科罗拉多州)
拉洪塔（英語：La Junta），是美国科罗拉多州奥特罗县下属的一座城市。建市于1881年4月23日，面积大约为3.023平方英里（7.83平方公里）。根据2010年美国人口普查，该市有人口7,077人。2011年估计该市有人口7,089人，相比2010年人口增长率为0.17%。同时，论人口该市是科罗拉多州第57大城市。